# Sollom
Sollom – osada w Anglii, w hrabstwie Lancashire, w dystrykcie West Lancashire. Leży 45 km na północny zachód od miasta Manchester i 301 km na północny zachód od Londynu. W 2001 miejscowość liczyła 5350 mieszkańców.